# Église San Lorenzo de Venise
Pour les articles homonymes, voir Église San Lorenzo.
L'église San Lorenzo (église Saint-Laurent) est une église catholique de Venise, en Italie.

## Localisation
L'église San Lorenzo est située dans le sestiere de Castello. 

## Historique
[réf. nécessaire]
En 854, l'église San Lorenzo fut érigée par la famille Participazio, de même que le monastère bénédictin annexe avec quelques habitations pour moines dirigeant les sœurs. Église et monastère furent détruits dans le grand incendie de 1105.
La restauration ne fut terminée qu'à la fin du XVe siècle. L'église fut réduite à sa forme actuelle en 1592 sur le dessin de Simeone Sorella, et terminé en 1602. Il était l'un des monastères les plus riches de Venise et recueillit dans son sein presque exclusivement des filles appartenant à la noblesse vénitienne, qui menèrent une vie brillante et peu compatible avec leur règle.
En 1810, elle fut supprimée ainsi que le monastère. Elle rouvrit en 1817, ayant réduit le monastère à une Maison de la Chambre d'industrie. En 1845, il fut donné aux Dominicains qui accommodèrent quelques vieilles maisons sur la gauche de l'église pour les besoins du monastère.
Dans l'ancienne impasse de l'église de San Lorenzo fut enterré Marco Polo, bienfaiteur de ce monastère.